# Dyschiriognatha upoluensis
Dyschiriognatha upoluensis är en spindelart som beskrevs av Marples 1955. Dyschiriognatha upoluensis ingår i släktet Dyschiriognatha och familjen käkspindlar. Inga underarter finns listade i Catalogue of Life.